# エイリアシーズ
エイリアシーズ(Aliases)は元シクスのギタリストGraham 'Pin' Pinneyを中心に2010年に結成されたイングランドマンチェスター出身のカオティック・ハードコアバンド。

## メンバー
- Jay Berast (ボーカル)
- Leah Woodward (ギター)
- Graham 'Pin' Pinney (ギター、ex-シクス)
- Joe Heaton (ベース)
- Darren Pugh (ドラム)

## ディスコグラフィー

### オリジナル・フル・アルバム
- Safer Than Reality (2011)